# JASMINE計画
JASMINE計画（ジャスミン計画、Japan Astrometry Satellite Mission for INfrared Exploration）とは日本の国立天文台のJASMINE検討室が中心になって推進している位置天文衛星計画であり、Nano-JASMINE、Small-JASMINE、(Medium-sized) JASMINEの3段階の衛星が計画されている。
欧州宇宙機関(ESA)のガイア計画と共にヒッパルコス衛星を後継する観測を行い、天の川銀河について詳細に調べることを目標としている。全体としてガイア計画と相補的な観測を行う計画になっている。

## 概要
Nano-JASMINEは主鏡口径5cm、重量35kgの小型衛星であり、近赤外を中心としたzwバンドでヒッパルコスやガイア計画と同様に全天サーベイを行う。観測精度はヒッパルコスと同程度であるが、ガイア計画では観測困難な6等星程度より明るい星では貴重なデータを得ることができる。2010年に衛星は完成しており、当初は2011年8月に打ち上げ予定であったが、ロケット側と射場側の財政問題、ウクライナ情勢などでスケジュール延期が続いた。
2015年に入りガイア衛星の研究チームが協力を申し出、欧州宇宙機関が無償で打ち上げを行うことになったが、衛星完成からの経年劣化、後述の Small-JASMINE への注力のため打ち上げは断念された。Nano-JASMINEのフライトモデル実機は奥州宇宙遊学館で展示されている。
Small-JASMINEは主鏡口径30cm、重量400kgの予定である。Nano-JASMINEより少し長波長のHwバンドを用いてバルジの一部（数平方度）を集中的に観測する。観測精度はガイアと同程度である。赤外線による観測を行うことにより、可視光で観測するガイアでは吸収が強くて観測困難なバルジの情報を得ることができる。ISAS/JAXAの小型科学衛星プログラムによる打ち上げを目指している。2019年5月14日、宇宙科学研究所 (ISAS) によって公募型小型3号機に選定された。
2028年度打ち上げの予定である。現在は JASMINE 衛星というと、この Small-JASMINE を指す。目標精度は Hw で 12.5等以下の場合に25マイクロ秒、Hw で 15等以下の場合に150マイクロ秒としている。2024年にホワイトペーパーが出版された。。
(Medium-sized) JASMINEは主鏡口径80cm、重量1500kgを想定している。HwバンドまたはKwバンドを用いてバルジのほぼ全体（約200平方度）を観測する計画である。観測精度はガイアと同程度である。バルジの奥行きを含めた3次元地図が作成できる。2030年代に実施が計画されている。
2019年8月に JASMINE Consortium が立ち上げられている。ここでは3つのワーキンググループが構成されている。
- Data Analysis
- Science Validation and Preparation
- Outreach

2022年の日本天文学会秋季年会では、企画セッションが設けられ、プロジェクトの遂行およびプロジェクトにより得られる科学的成果の議論がなされた。